# Saša Balić
Pour les articles homonymes, voir Balić (homonymie).
Saša Balić est un footballeur international monténégrin, né le 29 janvier 1990 à Kotor. Il évolue au poste d'arrière gauche au FK Bokelj Kotor.

## Palmarès
Vierge